# 武术乡
武术乡，是中华人民共和国江西省吉安市万安县下辖的一个乡镇级行政单位。

## 行政区划
武术乡下辖以下地区：
龙尾村、大岭村、社田村、稍坑村、新蓼村和大蓼村。